# 윤병세
윤병세(尹炳世, 1953년 8월 3일 ~ )는 대한민국의 외교부 장관을 역임한 외교관이다. 현재는 서울국제법연구원 이사장으로 있다.

## 생애
2013년 3월부터 2017년 6월 까지 총 4년 3개월간 대한민국 외교부 장관을 역임하였으며 1981년 이후 최장수 외교부 장관이다. 1976년 외무고시에 합격한 이래 37년간 외교부 차관보, 청와대 국가안보회의(NSC) 정책조정실장과 대통령 외교 통일 안보 수석비서관, 외교부 장관 등 외교 안보 분야 핵심 보직을 두루 거치면서 냉 전기와 탈냉전기의 우리 외교 안보 전략 수립과 다양한 주요 현안에 깊이 관여하였다. 

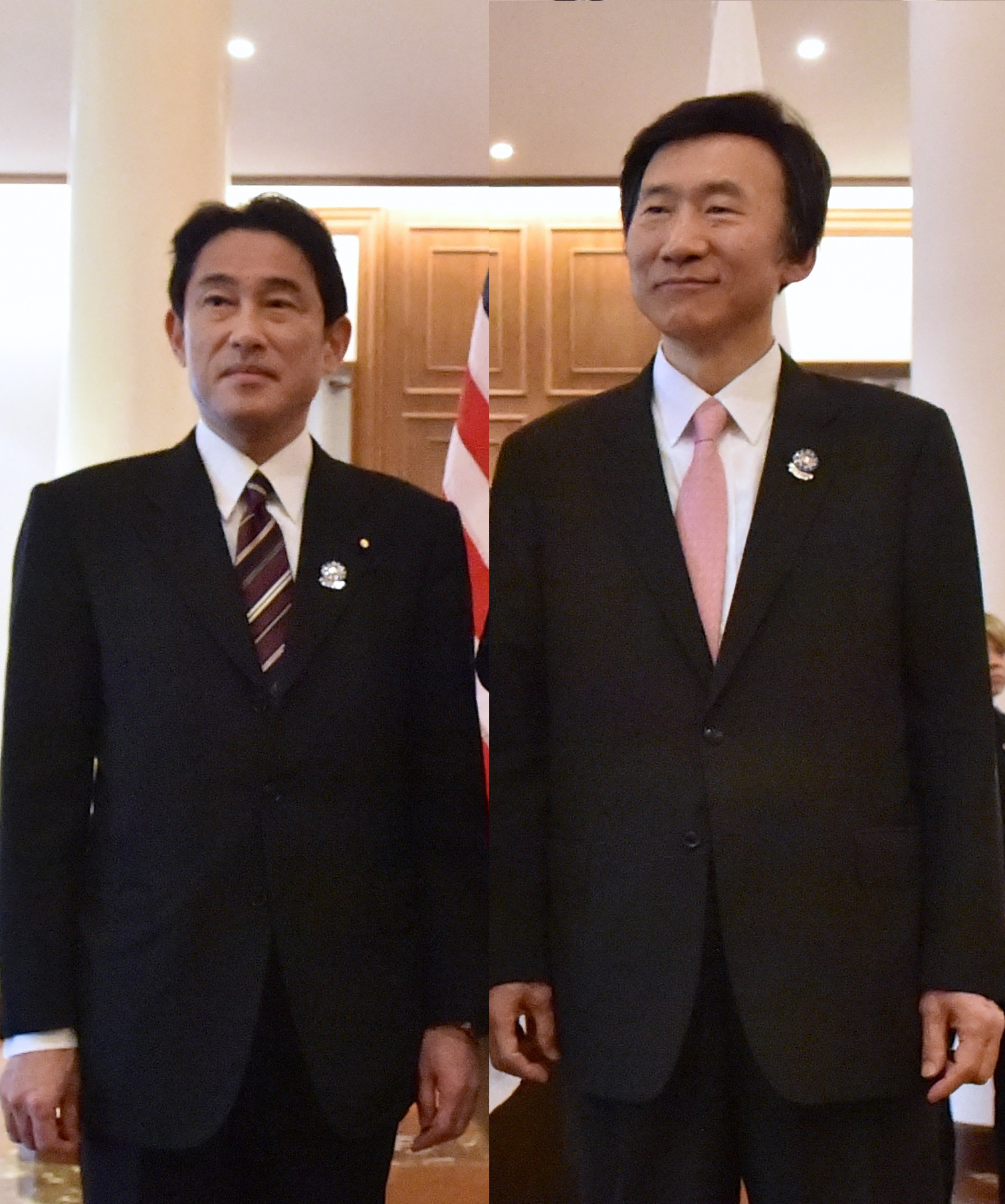
기시다 후미오 외무상과 윤병세 외교부장관

외교부 장관 재임 기간중 북한 및 한미 동맹, 주변 4국 외교 뿐 아니라 우리 외교를 한반도와 아시아를 넘어 글로벌 외교로 지평을 확 대하고 경제통상 외교 강화와 재외국민 보호를 위해서도 많은 역할을 하였다. 임기 중반에는 2015년 한·일 일본군 위안부 협상 타결을 이뤄냈는데, 졸속 합의라는 비판도 받았다.
수많은 양자 및 다자 외교 협상에 한국측 수석대표로 참여한 바 있으며, 유엔을 포함한 다자외교 분야에서도 폭넓은 활동을 하였다. 현재 서울 국제법 연구원 이사장, 한반도 평화 만들기 재단 이사, NEAR 글로벌 프로젝트 의장, 아스타나 전직 세계 지도자 회의 이사를 맡고 있다. 
시카고 세계 문제 협의회 비확산 프로젝트를 포함하 여 국제 평화 안보, 비확산, 지정학 리스크, 한미 동맹, 한일관계, 한 국 유럽 관계와 관련된 다양한 전직 외국 지도자 포럼과 프로젝트에 관여하고 있다. 
중앙일보와 Korea Times의 고정 칼럼에 정례 기고하고 있으며 연례 CSIS-중앙 포럼 등 다양한 국제 포럼에 모더레이터와 연사로서 참 여하고 있다. 서울대학교 법과 대학을 졸업하고 미국 존스 홉킨스 대학 국제문제 대학원(SAIS)에서 국제관계 석사 학위를 받았으며 2009년 초부터 2013년 초까지 4년간 서강대학교 국제대학원 초빙교수를 역임한 바 있다.

## 학력
- 경기고등학교 졸업
- 서울대학교 법학 학사
- 서울대학교 대학원 법학
- 존스홉킨스대학교 대학원 석사

## 약력
- 1976년 11월: 제10회 외무고시 합격
- 1977년: 외무부 근무
- 1984년: 주시드니 총영사관 영사
- 1994년: 외무부 북미1과장
- 1995년: 주싱가포르 대사관 공사참사관
- 1999년 7월: 외무부 북미국 심의관
- 2000년 2월: 주제네바 대표부 공사
- 2002년 7월: 주미국 대사관 공사
- 2004년 9월: 국가안전보장회의 사무처 정책조정실장
- 2006년 1월: 외교통상부 차관보
- 2006년 12월: 대통령비서실 통일외교안보정책수석비서관
- 2009년 2월 ~ 2013년 3월: 김앤장 법률사무소 고문
- 2009년 3월: 서강대학교 국제대학원 초빙교수
- 서강대학교 국제대학원 겸임교수
- 2013년 1월: 제18대 대통령직인수위원회 외교국방통일분과 위원
- 2013년 3월 ~ 2017년 6월: 외교부 장관
- 서울대학교 총동창회 부회장
- 서울대학교 총동창회 자문위원
- (현) 한반도 평화만들기 재단 이사
- (현) Astana 전직 세계지도자회의 이사
- 2023년 ~ : (현) NEAR 글로벌 프로젝트 의장
- 2023년 10월 ~ : (현)서울국제법연구원 이사장
- 2024년 6월 : (현)청와대재단 이사장

## 수상
- 1992년: 근정포장
- 2007년: 황조근정훈장

## 같이 보기
- 2015년 한·일 일본군 위안부 협상 타결
- 대한민국의 외교부 장관